# Péage urbain

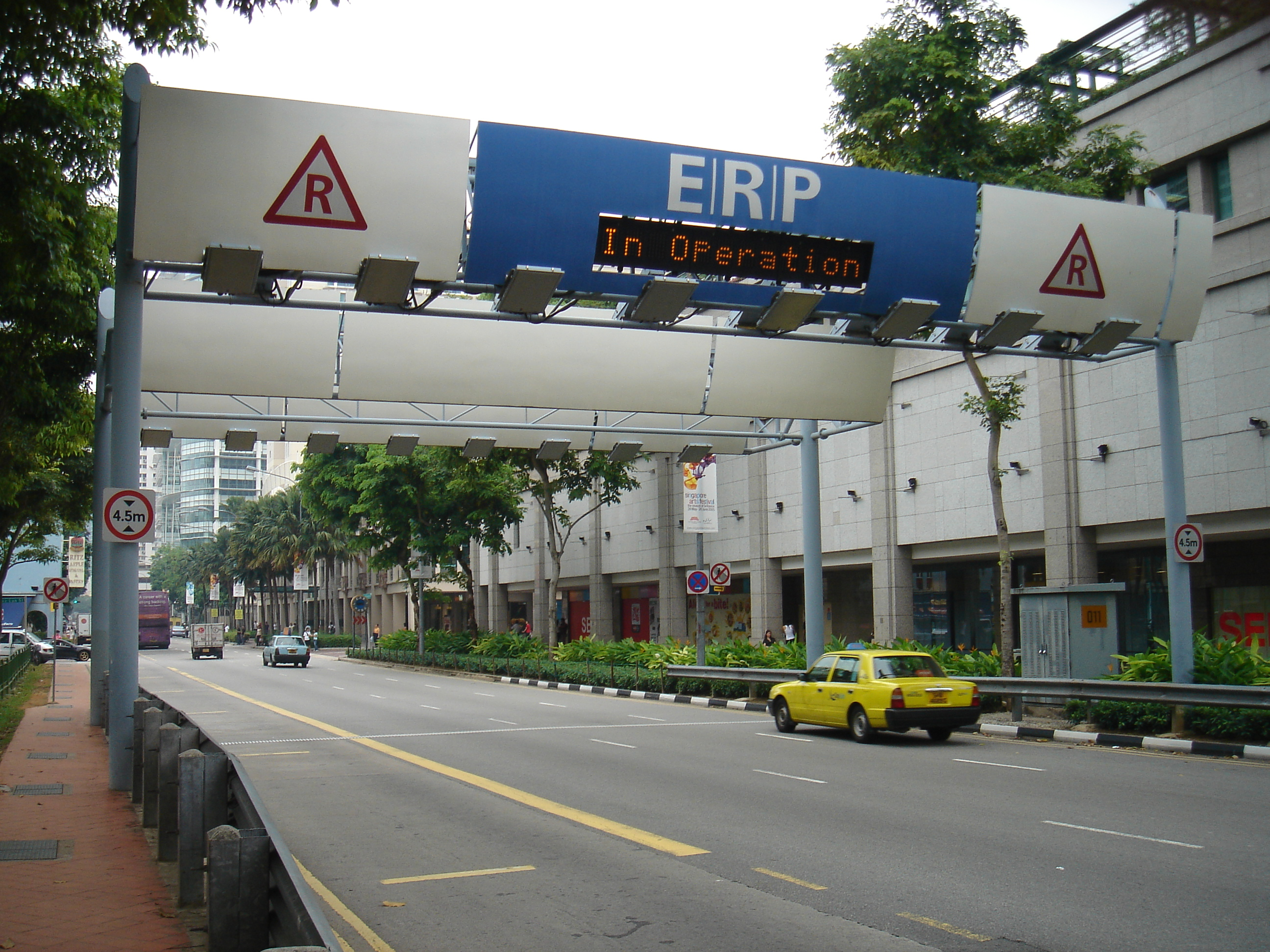
Bornes électroniques de péage automatique à Singapour.

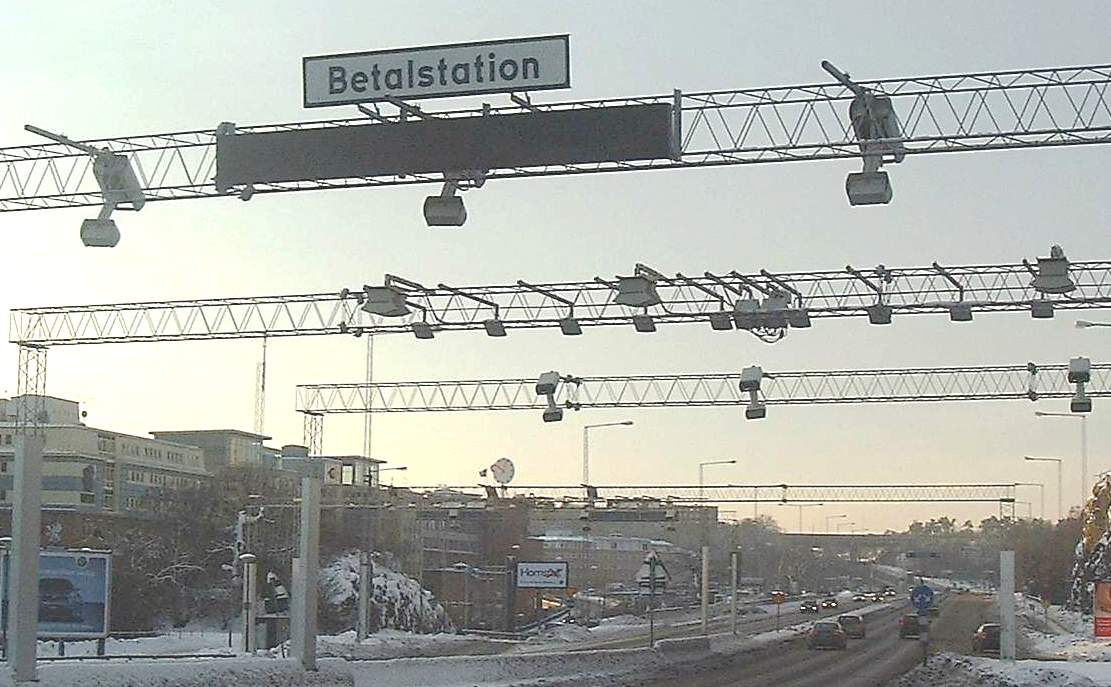
Bornes de contrôle automatique à Liljeholmen (Stockholm), adaptées aux conditions de l'hiver suédois

Le péage urbain est un système destiné à limiter la pollution et la congestion automobile de grandes agglomérations en rendant payant l'accès automobile au centre-ville et en incitant les automobilistes à garer leurs véhicules dans des parkings relais à la périphérie pour emprunter les transports en commun.
L'objectif est d’intégrer dans le coût du déplacement en voiture individuelle la charge que l’utilisation des véhicules en ville fait peser sur la collectivité. 
Le péage urbain est généralement réalisé par un système de caméras de vidéosurveillance qui analyse les plaques minéralogiques des voitures entrant en ville et les compare avec la base de données des personnes ayant réglé le droit de péage, par exemple avec leurs téléphones mobiles.
En janvier 2025, New York devient la première ville américaine à mettre en place un péage urbain, sur une partie de Manhattan. L'objectif est de réduire la pollution et de financer le métro (baisse du prix du ticket et rénovation du réseau).

## Les objectifs
Le principe de péage urbain a été proposé par William Vickrey dans les années 1950.

### Le péage de financement
Il fournit des moyens financiers à l’exploitant de l’infrastructure pour qu’il puisse couvrir les investissements effectués et développer le réseau de voiries. De nombreuses villes disposent aujourd’hui de systèmes de péages urbains. Les recettes récoltées servent à financer l’entretien de la voirie et les investissements pour la mise en place de nouvelles infrastructures routières urbaines. Le tarif de ces péages est le plus souvent modéré.

### Le péage de décongestion
Il fait payer aux usagers de la voirie les pertes de temps qu’ils font subir aux autres utilisateurs. La diminution du trafic est nette dans la plupart des expérimentations.
La réduction du trafic générée par le péage urbain permet normalement une accélération de la vitesse moyenne de la circulation automobile de la zone concernée qui, antérieurement à cette mesure, est généralement très faible en raison de la saturation de la voirie provoquée par l'excès de trafic.

### Le péage environnemental
Destiné à faire payer leurs nuisances environnementales aux usagers de la voirie, ce péage est une eco-taxe qui conduit à une augmentation du coût du transport en voiture individuelle et donc à une baisse de la demande et de la pollution induite par l'usage de la voiture.

## Les villes européennes ayant mis en place un péage urbain

### Londres (Royaume-Uni)
Londres s'est équipé d'un péage urbain en février 2003 pour les automobilistes qui circulent dans le centre-ville, soit environ 20 km2 autour de la City et de Westminster. Cette zone est élargie à partir du 19 février 2007 aux quartiers de Knightsbridge, Kensington et Chelsea, la faisant doubler en superficie. Les résidents ont le droit à une réduction de 90 %. Durant l'année 2005–2006, cette taxe a rapporté 270 millions de livres à la ville. Le système peut permettre de surtaxer les véhicules les plus polluants comme les 4x4.

#### L'impact du péage urbain à Londres
Depuis 2003, le trafic a baissé de 20 %. Le problème de la congestion de la ville s’est donc atténué. Les embouteillages ont été réduits d'un tiers et le nombre de véhicules qui circulent chaque jour à Londres a diminué de 60 000. Par ailleurs, conformément à cette baisse importante, on observe une recrudescence de moyens de transports alternatifs aux véhicules personnels. Environ 50 à 60 % des Londoniens utilisent désormais les transports en commun comme le bus ou le métro, circulent à vélo ou font du covoiturage pour se rendre dans le centre de Londres. On recense une hausse de 18 % de Londoniens utilisant le bus à l’heure de pointe. Pour accompagner la hausse d’utilisateurs de transports en commun, la ville de Londres a considérablement augmenté le nombre de bus et de trajets grâce aux recettes du péage notamment. Cette baisse de la congestion du trafic s’est accompagnée d’une diminution de 14 % du temps de trajet. D’un point de vue écologique, on estime à 120 000 tonnes les émissions de CO2 évitées grâce au péage.
Enfin, la création d’un péage urbain permet également de donner l’image d'une ville moderne et soucieuse de l’environnement.

### Oslo, Bergen et Trondheim (Norvège)
La Norvège apparaît en pointe dans le domaine des péages urbains: trois de ses plus grandes villes (Bergen en 1986, Oslo en 1990 et Trondheim en 1991) sont les premières cités d'Europe à en avoir mis en place. Plusieurs dizaines d'autres villes les ont suivies.

### Stockholm (Suède)

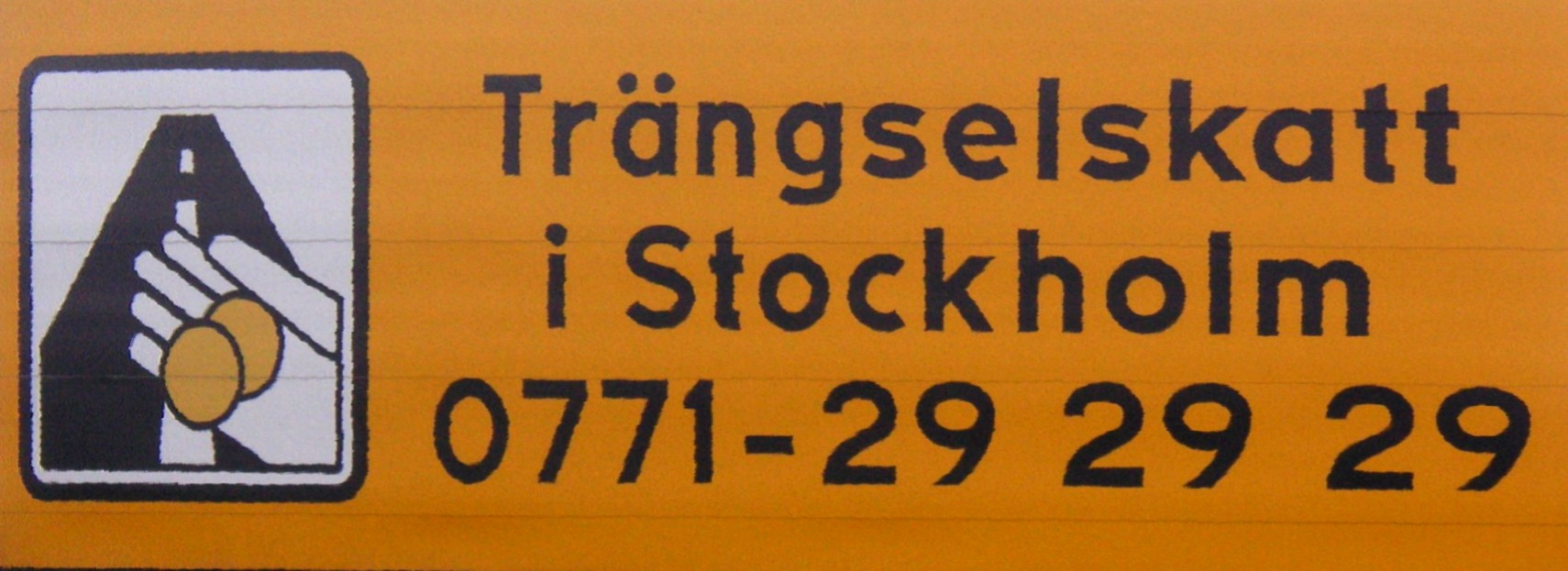
Péage par téléphone portable (Stockholm)

Stockholm, la capitale suédoise, a testé le péage urbain durant six mois, de janvier au 31 juillet 2006. Durant cette période, seuls les bus, taxis, véhicules à propulsion hybride et véhicules électriques ainsi que les véhicules immatriculés à l'étranger pouvaient entrer dans le centre-ville sans payer la taxe.
Malgré le mécontentement de certains automobilistes, un référendum organisé en septembre 2006 a fait ressortir que 53 % des interrogés se disaient favorables à l'application de ce système, qui a été réinstauré le 1er août 2007. Mais la consultation des habitants de quatorze communes autour de Stockholm fait apparaître 60 % de personnes demandant sa suppression, malgré le surcoût nécessaire pour la suppression de ce péage (un investissement de 200 millions d’euros). En incluant les votants de Stockholm, les consultés sont défavorables à ce péage à une majorité de 52,5 %, contre 47,5 % partisans de le conserver[réf. nécessaire].
Les premiers comptages ont permis de constater une baisse du trafic de 18 % par rapport à la période de référence de l'automne 2005. Dans le même temps, la fréquentation des transports collectifs s’est accrue de 1 %, au lieu de 6 % pendant l'essai de 2006.

### Milan (Italie)
La ville de Milan, fortement polluée et manquant de places de parking en périphérie du centre historique, a mis en place un péage le 2 janvier 2007. Ce péage est structuré autour du respect des normes antipollution européennes EURO : les véhicules Euro 3 et Euro 4 pour l'essence (correspondant aux véhicules mis en service après 2000 et après 2005) sont exonérés de péage, ainsi que les deux-roues, les transports en commun, les véhicules de services publics et de transport de personnes handicapées, les véhicules électriques ou fonctionnant au GPL. Les autres véhicules, c'est-à-dire les véhicules immatriculés avant 2000 et les poids lourds, paient un tarif journalier qui varie de 2 à 10 euros ou un abonnement annuel de 50 à 250 euros (chiffres de 2008).

### Dublin (Irlande)
Dublin a mis en place un péage par lecture optique des plaques sur son périphérique (équivalent de l'A86 de Paris) en septembre 2008. 100 000 véhicules sont traités chaque jour via les équipements fournis par Communication & Systèmes.

## Les villes européennes ayant renoncé à un péage urbain

### Édimbourg (Royaume-Uni)
Édimbourg a organisé un référendum local à ce sujet dont le résultat s'est traduit par le rejet de ce système par la population concernée.

## En France
Le Conseil économique, social et environnemental régional (CESER) d'Île-de-France a proposé un péage urbain sur Paris pour financer les transports en commun.
Le péage urbain a fait partie des centaines de propositions émises par le Grenelle de l'environnement en 2007. En septembre 2009, les sénateurs ont retenu dans le projet de loi Grenelle II quelques moyens d'encourager les modes alternatifs (non routiers) de déplacement. « Pour limiter la circulation automobile » et « lutter contre la pollution et les nuisances environnementales » en décourageant la congestion routière grâce au report modal, ils ont ajouté une disposition facilitant - à certaines conditions - l'expérimentation des péages urbains ; 
- Dans les agglomérations de plus de 300 000 habitants ayant un plan de déplacements urbains et prévoyant la réalisation d'un transport collectif en site propre, l'autorité organisatrice des transports urbains pourra - à titre expérimental - tester un « péage urbain », pour une durée de trois ans, avec un montant de péage fixé par cette même autorité, mais sans pouvoir excéder un seuil qui sera fixé par décret[11]. Ce péage concernera les « véhicules qui franchissent les limites d'un périmètre géographique ou circulent sur des voies routières déterminées relevant de la compétence de la collectivité ou du groupement de collectivités concerné ou, le cas échéant, des autres autorités compétentes en matière de voirie et avec leur accord ». Le montant sera fixé, dans une fourchette précisée par la loi, « par l'autorité organisatrice des transports urbains dans la limite d'un seuil défini par décret en Conseil d'État. ». La taxe sera affectée « à cette même autorité organisatrice des transports et sert à financer les actions mentionnées au plan de déplacements urbains». Le projet (incluant les modalités d'évaluation de l'expérimentation) d'expérimentation doit ensuite être envoyé aux ministres chargés des collectivités territoriales et des transports, après une étude d'impact préalable (« à charge et à décharge ») du projet de péage urbain, après une concertation avec l'ensemble des parties concernées et « après la mise en place d'infrastructures et de services de transport collectif susceptibles d'accueillir le report de trafic lié à l'instauration du péage ». L'autorité compétente délivre ensuite un avis et le cas échéant, l'expérimentation est autorisée par décret en Conseil d'État. Les collectivités concernées envoient ensuite tous les douze mois aux deux ministres concernés un rapport incluant les informations nécessaires à l'évaluation de l'expérimentation [10]. 
De son côté, « avant l'expiration de la durée fixée pour l'expérimentation, le Gouvernement transmet au Parlement un rapport d'évaluation sur les expérimentations»[10].

- Le projet de loi Grenelle II, contient aussi (fin septembre 2009) des articles régularisant la législation française vis-à-vis de deux directives (celle du 29 avril 2004 concernant l'interopérabilité des systèmes de télépéage routier dans l'Europe et celle du 17 mai 2006 relative à la taxation des poids lourds pour l'utilisation de certaines infrastructures, dite directive eurovignette II). Des péages automatiques « sans barrières » pourront être développés sur autoroute, avec un prix modulé selon les émissions de gaz à effet de serre du véhicule (avant début 2010 pour les camions ou lors des renouvellements des délégations de service public). Le sénat n'a pas retenu d'échéance pour les véhicules particuliers (Un décret en Conseil d'état devrait préciser les conditions d'application de texte)[10].

L'article 30 du projet de loi de finances pour 2022, consacré à la suppression des taxes à faible rendement, prévoit de mettre fin à cette expérimentation.

## Les impacts négatifs du péage urbain
Le péage urbain est une mesure fort impopulaire, car elle apparaît comme un nouvel impôt, et rend payant ce qui était auparavant gratuit. L'autorité publique responsable de l'implantation du péage doit faire face à travers plusieurs arguments :[réf. nécessaire]
- l'impact sur la pollution et la congestion peut être faible si le trafic est reporté sur d'autres axes gratuits[2] ;

- des inégalités peuvent être renforcées : les conducteurs aisés sont moins freinés par le péage urbain que les autres; le risque existe d'exclure les personnes qui résident hors du centre-ville, là où les transports en commun sont moins développés[2] ;

Afin de remporter l’adhésion de leur population, certaines grandes villes européennes ont proposé des solutions alternatives. Stockholm a mis en place une période d’essai de 7 mois acceptée par une légère majorité (51 %). Des aménagements nouveaux dans le centre-ville ont permis de faire changer d’avis une grande partie de la population (74 %). A Milan, la période payante se termine plus tôt le jeudi pour permettre aux habitants d’accéder aux zones commerciales sans payer. Enfin, à La Valette, certains commerçants peuvent acheter des coupons urbains et les vendre contre du stationnement gratuit à leurs clients et employés.